# Wellcome-Maler (Korinth)

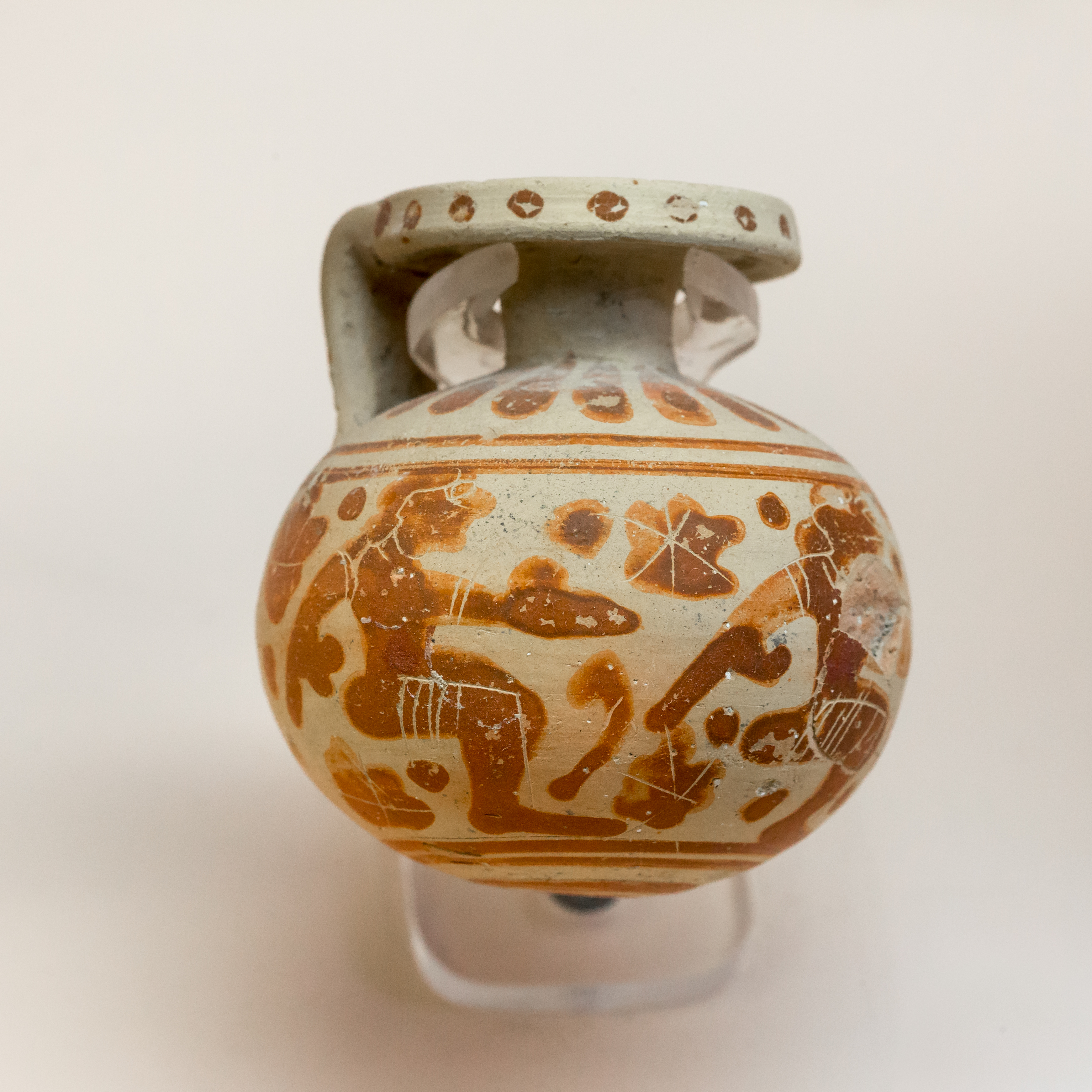
Aryballos, Rhodos, Archäologisches Museum 13007 (Werkstatt des Wellcome-Malers)

Als Wellcome-Maler (englisch Wellcome Painter) wird ein frühkorinthisch-schwarzfiguriger Vasenmaler bezeichnet, der im 1. Viertel des 6. Jahrhunderts v. Chr. tätig war.
Der Maler gehört zu den frühen korinthischen Vasenmalern, die sich auf die Dekoration von Aryballoi mit Darstellungen von Dickbauchtänzern spezialisierten. Axel Seeberg benannte den Maler nach einem Aryballos aus der Sammlung von Henry Wellcome in London.